# Cumella (Cumella) abacoensis
Cumella (Cumella) abacoensis is een zeekommasoort uit de familie van de Nannastacidae. De wetenschappelijke naam van de soort is voor het eerst geldig gepubliceerd in 1996 door Petrescu.